# Парламент Шотландії
Парламент Шотландії (англ. Scottish Parliament; шотл. гел. Pàrlamaid na h-Alba;) — однопалатний законодавчий орган Шотландії. Виникнення парламенту Шотландського королівства належить до XIII століття. У 1707 році після об'єднання Англії та Шотландії у єдине королівство Велику Британію парламент припинив своє існування та відновив свою роботу тільки у 1999 році відповідно до Шотландського акту 1998 року в рамках процесу деволюції законодавчої влади Великої Британії.

## Компетенція
До компетенції сучасного парламенту Шотландії входять питання, делеговані йому парламентом Великої Британії. Сфера відомства Шотландії як особливого регіону Сполученого королівства включає до себе питання освіти, охорони здоров'я, сільського господарства, охорони довкілля, транспорту, туризму, організації місцевих органів влади і самоврядування, а також юстиції. У цих галузях парламент має право видання законів, обов'язкових до виконання на території Шотландії.
Окрім того, до компетенції шотландського парламенту входять також деякі аспекти податкової системи, а також контроль за органами виконавчої влади Шотландії. Зовнішня політика, збройні сили й системи безпеки, економічна та соціальна політика, державна служба й енергетика належать до виняткової компетенції парламенту Великої Британії.
Парламент Шотландії обирає першого міністра шотландського уряду, а також має право обирати й інших членів уряду (нині склад уряду Шотландії визначає перший міністр). Чинним першим міністром Шотландії є Алекс Салмонд, що представляє Шотландську національну партію.
Незалежно від усіх політичних уподобань та переконань, шотландські партії підкреслюють необхідність надання більших можливостей в управлінні місцевими органам влади для вирішення не лише поточних справ, наприклад у галузі освіти, але й самостійного формування чіткого бюджету й визначення шляхів використання коштів, що надходять. 

## Склад
За підсумками останніх виборів, що відбулись навесні 2011 року, до парламенту Шотландії було обрано 129 депутатів, що представляють такі партії :
- Шотландська національна партія — 69 місць;
- Лейбористська партія Шотландії — 37 місць;
- Шотландське відділення Консервативної партії Великої Британії — 18 місць;
- Ліберально-демократична партія Великої Британії — 5 місць;

Депутати парламенту обирають голову (спікера). Нині спікером парламенту Шотландії є Джордж Рейд.

## Виборча система
Парламент Шотландії обирається за змішаною виборчою системою. Зі 129 депутатів 73 обираються за одномандатними округами, а 56 за пропорційною системою у восьми багатомандатних виборчих регіонах (кожен з багатомандатних регіонів надсилає до парламенту по 7 депутатів).
Виборчі регіони Шотландії: Гайленд та Острови, Північно-Східна Шотландія, Середня Шотландія і Файф, Західна Шотландія, Глазго, Центральна Шотландія, Південна Шотландія, Лотіан. Кожен з виборчих регіонів складається з кількох виборчих округів.

## Будівля
Засідання парламенту Шотландії проходять у новій будівлі парламенту в Единбурзі, збудованій 2004 року за проєктом каталонського архітектора Енріке Міральєса. Листоподібні мотиви у будівлі парламенту оригінально вписуються до оточуючого паркового ансамблю. Величезні витрати на зведення будівлі парламенту спричинили свого часу значну критику у шотландському суспільстві.

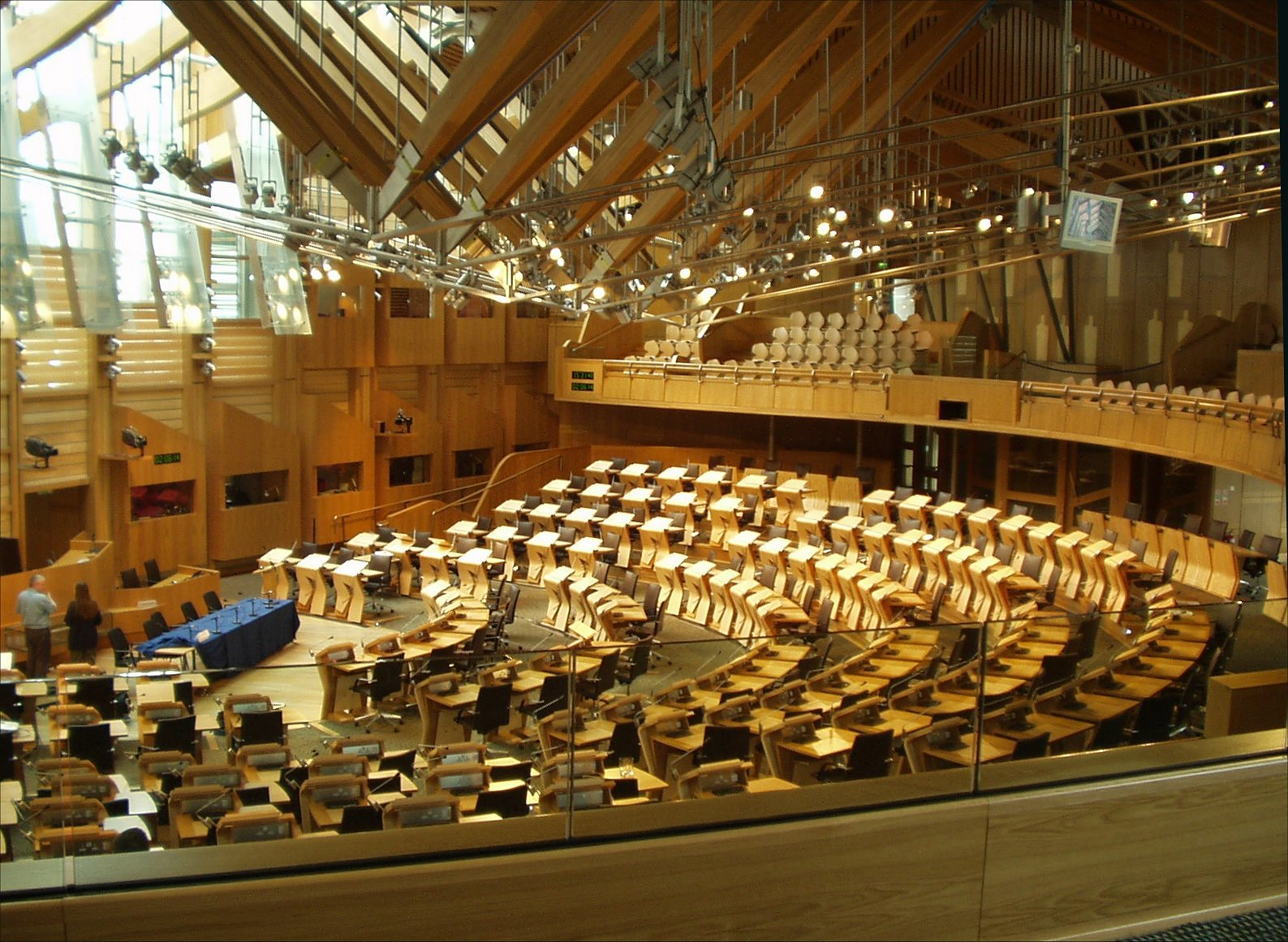
Зал засідань у будівлі парламенту Шотландії

## Історія

### Виникнення
Перша згадка про шотландський парламент належить до 1235 року, до часів правління короля Шотландії Олександра II. У цей час відбувалась трансформація нарадової ради єпископів і графів при королі у більш представницький інститут із судово-адміністративними функціями. Після смерті короля Олександра III, коли країна опинилась у стані невизначеності стосовно того, хто стане новим монархом Шотландії, парламент узяв на себе функції вищого органу влади, що санкціонує призначення регентської ради. За Іоанна Балліоля парламент почав використовуватись для протистояння претензіям короля Англії на верховну владу над Шотландією. Новий імпульс розвитку парламенту було надано Робертом Брюсом, який спирався на збори станів країни у його боротьбі за національну незалежність. До середини XIII століття вже склалась практика участі у парламенті вищого духовенства, шотландських магнатів, лердів, які отримали свої землі від короля, а також представників міст. Починаючи з кінця правління Роберта Брюса та особливо за Давида II парламент присвоює собі функцію надання згоди на запровадження податків, хоч у середньовічній Шотландії практика регулярного оподаткування так і не встановилась.

### Склад
Парламент Шотландії, на відміну від Англії, був однопалатним. Він формувався з представників трьох станів королівства:
- духовенства (єпископи та абати мали право безпосередньої участі у парламенті);
- дворянства (герцоги, графи, пери парламенту (титул, запроваджений у 1437 році) і лерди, що отримали свої володіння безпосередньо від короля, брали участь у парламенті особисто; з XVI століття до складу парламенту входять також представники графств, яких обирають дворяни кожного графства Шотландії);
- городян (королівські (Единбург, Перт, Абердин тощо) і найбільші приватновласницькі (Глазго) міста були представлені делегатами, яких обирали муніципальні органи).

У XVII столітті у шотландському парламенті також брали участь особи, які посідали високі державні пости у королівській адміністрації.

### Компетенція
Парламент Шотландії разом із королем був верховним органом законодавчої і судової влади. Найважливішою функцією парламенту було затвердження законів, переданих на його розгляд королем, які ставали обов'язковими до виконання на всій території Шотландії. Найбільшого значення законодавча компетенція парламенту мала для встановлення податків: тільки парламент міг дозволити королю стягнення податків з населення країни. Окрім цього парламент міг розглядати питання зовнішньої та внутрішньої політики й затверджувати міжнародні угоди, укладені королем. Парламент також був вищою судовою інстанцією держав і мав певні законодавчі повноваження у церковних питаннях. У деякі періоди свого існування шотландський парламент також присвоював собі функції контролю над різними аспектами державної адміністрації, частіше за все — над порядком збирання й витрачання податків (вперше — у 1399 році).

### Комітети й комісії

#### Комітет статей
З середини XV століття більша частина законотворчої роботи парламенту зазвичай передавалась до спеціально створюваного «Комітету статей». Він обирався одразу ж після відкриття парламенту з представників трьох станів і займався розробкою текстів законопроєктів з питань, винесених на розгляд парламенту королем. Потім підготовані Комітетом статей закони виносились на затвердження парламенту. Оскільки у середньовіччі в Шотландії парламент не мав права законодавчої ініціативи (питання на розгляд міг вносити тільки король), а практика обговорення законопроєктів палатою не встановилась, Комітет статей набув великої ролі у законодавчій сфері. Можливість королів Шотландії впливати на його склад дозволяла проводити через парламент необхідні королівській владі рішення. Тим не менше, до початку абсолютистської політики Якова VI і Карла I парламенту Шотландії досить часто вдавалось блокувати королівські пропозиції (особливо у галузі оподаткування).

#### Судові комісії
Будучи вищим органом судової влади у країні, парламент Шотландії більшу частину своєї роботи присвячував розгляду апеляцій та позовів. Для реалізації судових функцій зі складу парламенту зазвичай обиралась одна чи кілька судових комісій. Перша постійно діюча судова комісія з представників трьох станів була обрана Пертським парламентом 1370 року.

### Еволюція розвитку парламентаризму

#### Період становлення (XIV—початок XV століття)
Вже у другій половині XIV століття парламент став найважливішою інституцією системи державної влади Шотландії після короля. Завдяки співробітництву станів і короля Давида II було проведено важливі економічні реформи й упорядковано фінансування королівської адміністрації, що на довгі роки забезпечило фінансову стабільність Шотландії. У той самий час саме парламент став гарантом національної незалежності країни, не дозволивши Давиду II здійснити його план з передачі прав спадкування шотландського престолу англійському королівському дому. За перших Стюартів значення парламенту дещо впало, однак одночасно й сама королівська влада переживала занепад, виявившись фактично підпорядкованою крупній шотландській аристократії. У цей період парламент використовувався ворожими угрупуваннями знаті для політичної боротьби з суперниками. Але вже починаючи з 1424 року, після повернення Якова I з англійського полону, парламент країни знову переживає відродження: на другу чверть XV століття припадає один з піків законотворчості шотландського парламенту, який разом із королем почав здійснювати широку програму перетворень, спрямовану на посилення державної влади й відновлення фінансової стабільності. У той самий час відбувається реформування й самого парламенту: у 1428 році було затверджено ордонанс Якова I про порядок участі баронів, прелатів і представників місцевого дворянства у парламенті країни.
У другій половині XV століття скликання парламенту стають регулярними. Так за часів правління Якова III парламент збирався практично щороку, а іноді й двічі на рік. У цей час збільшується значення комітетів та комісій парламенту, в яких зосереджується його поточна робота. Велику роль почав відігравати Комітет статей, який домагався затвердження власних редакцій законопроєктів, що часто суперечили прагненням короля. Взагалі, наприкінці правління Якова III парламент Шотландії вийшов з-під контролю короля і став складати реальну опозицію королівській владі: так у 1479 році стани відмовились засудити герцога Олбані, а у 1482 році підтримали Лодерський заколот баронів проти короля. Тому коли королем Шотландії став Яків IV, він почав поступово знижувати роль парламенту, обмежуючи пряме представництво дворян і передавав основні питання на розгляд до Таємної ради. Після 1509 року король припинив скликання парламенту. Однак рух Шотландії у бік абсолютизму виявився нетривалим: після смерті Якова IV у 1513 році почався тривалий період регентств, що дозволило парламенту відновити свої позиції.

#### Реформація й абсолютизм (XVI—початок XVII століття)
Протестантська революція 1559—1560 років сильно вплинула на розвиток парламентської системи Шотландії. З одного боку, затвердивши протестантські реформи, парламент, таким чином, присвоїв собі вищу церковну владу у країні. З іншого боку, було створено новий представницький орган церковної влади — генеральна асамблея, яка згодом почала висувати претензії на верховенство не тільки у релігійних питаннях, але й у визначенні загальних напрямків внутрішньої політики. Реформація ліквідувала монастирі й абатства, чим сильно підірвала значення духовного стану у парламенті. Пресвітеріани вимагали взагалі виключити представників церкви зі складу парламенту, зосередивши їх виключно у генеральній асамблеї, тим самим цілком відокремивши церкву від держави. Однак королю Якову VI вдалось відстояти право єпископів на участь у парламенті. У той самий час (1587 року) остаточно склався механізм виборів представників графств до парламенту країни (по два депутати від кожного графства).
З початку XVII століття, після об'єднання корон Англії та Шотландії, починається процес посилення королівської влади й наступу на прерогативи парламенту. Яків VI і Карл I намагались досягти повного підкорення парламенту своїй владі. Й це, значною мірою, їм вдалось: серед депутатів єпископи, посадові особи й пери, які нещодавно отримали титул, складали природну опору короля; тиск на шерифів забезпечував обрання рекомендованих королем представників графств у парламенті; існували також способи впливу на вибори депутатів від міст. Були заборонені роздільні засідання станів, обмежувався час на розгляд законопроєктів, не допускалось їхнє обговорення. Різко зросла роль представника короля у парламенті, коли фактично почав здійснювати функції президента парламенту. Найбільшого значення мала зміна порядку формування Комітету статей: з 1621 року єпископи обирали до комітету вісьмох дворян, які у свою чергу обирали вісьмох єпископів, а потім всі разом — по вісім представників від баронів і міст. Цей спосіб обрання забезпечував комплектування Комітету винятково королівськими ставлениками. Законотворча робота цілком зосередилась у Комітеті, а сам парламент тільки затверджував його рішення (часто сесія тривала лише один-два дні).
Однак, незважаючи на нові механізми впливу короля на склад і роботу парламенту, він тим не менше не став простим інструментом королівської політики. Так затвердження «П'яти пертських статей» у 1621 році вдалось провести через парламент тільки незначною більшістю голосів. У 1626 році Карл I взагалі припинив скликати парламент і відновив їх лише у 1633 році для санкціонування королівських реформ у сфері богослужіння. Але на парламенті 1633 року король натикнувся на рішучий опір своїй політиці з боку баронської опозиції, що формувалась, яка вимагала, зокрема, відновлення прав і свобод парламенту.

#### Ковенантський рух і Реставрація (1638—1689)
Початок повстання у Шотландії у 1637 році й підписання «Національного ковенанту» 1638 року означало новий етап у розвитку парламенту й парламентаризму у країні. Комітет статей було скасовано, єпископів виключено зі складу парламенту, ліквідовано усілякий вплив королівської влади на вибори депутатів парламенту. Після перемоги парламентської армії у Єпископських війнах з військами Карла I у 1639—1640 вся влада в Шотландії зосередилась у руках парламенту. Стани узурпували право надання згоди на вищі державні посади, встановили обов'язковість скликання парламенту один раз на три роки й позбавили короля права на відкладення й розпуск парламенту. Упродовж десятиліття Шотландія управлялась іменем парламенту. У 1651 році, однак, війська Олівера Кромвеля окупували країну й Шотландія була об'єднана з Англією у єдину Співдружність. Шотландський парламент було скасовано, кілька представників Шотландії стали депутатами англійського парламенту.
Після Реставрації Стюартів у 1660 році парламент Шотландії було відновлено. Законодавство часів ковенантського руху було анульовано, єпископи й посадові особи знову повернулись до складу палати, Комітет статей було відновлено у тому вигляді, якого він набув за Карла I. Але повного повернення до королівського абсолютизму не відбулось: парламент отримав велику свободу в обговоренні законопроєктів й висловленні власної думки. Нова аристократична опозиція знову стала використовувати парламент для виступів: вже у 1663 році стани накинулись на державного секретаря Лодердейла, а у 1672 році виступи опозиції змусили короля Карла II розпустити парламент, після чого він не скликався майже десять років. Повернення абсолютистських тенденцій стало помітним з початку 1680-их років, коли шляхом підтасувань і обмеження свободи обговорення король провів через парламент «Акт про присягу», який вказував на обов'язковість присяги у безумовній покорі королю для зайняття будь-яких державних посад, який фактично відновив королівську супрематію у країні. Спроби короля Якова II у 1686 році ввести віротерпимість і скасувати закони проти католиків викликали рішучий опір шотландського парламенту. Антагонізм між королем і станами наростав й у 1688 році вилився у «Славну революцію».

#### Об'єднання з Англією (1689—1707 роки)
«Славна революція» звільнила шотландський парламент від королівського диктату, знову виключила духовенство зі складу депутатів і скасувала Комітет статей. В парламенті вперше почали складатись політичні партії та було введено свободу обговорення законопроєктів. Значення парламенту в шотландській конституції надзвичайно зросло, й уряду часто доводилось вдаватись до підкупу та політичного маневрування для проведення бажаних рішень. З початку XVIII століття парламент став центром бурхливих дебатів з питання про об'єднання Англії та Шотландії у єдину державу. Багато в чому завдяки розбіжностям між противниками об'єднання, а також за певного впливу краху Дарьєнської програми та фінансових субсидій королеви, у 1707 році парламенти Англії та Шотландії ухвалили «Акт про унію», відповідно до якого дві британських держави об'єднувались в одну — Королівство Велику Британію. Шотландський парламент припинив своє існування. Представники шотландських графств і шотландські барони увійшли до складу парламенту Великої Британії.

### Відновлення парламенту
Вимоги про відтворення окремого парламенту для Шотландії лунали упродовж всіх трьохсот років існування Великої Британії. Вони особливо посилились після виявлення у 1960-их роках поблизу шотландського узбережжя Північного моря великих запасів нафти. Національна партія Шотландії звинувачувала уряд країни в тому, що кошти від продажу шотландської нафти не направляються у необхідному розмірі на розвиток самої Шотландії. Однак референдум 1 березня 1979 року про створення окремого шотландського парламенту провалився: незважаючи на ту, що 52% тих, хто голосував, висловились за відновлення парламенту, це склало 32,9% зареєстрованих виборців і явка не досягла належних за законодавством 40%. Упродовж 1980-их—1990-их років вимоги про проведення нового референдуму тільки посилювались, оскільки уряд Великої Британії контролювали консерватори, які на виборах у Шотландії постійно зазнавали важких поразок. Лозунг відновлення шотландського парламенту став одним з основних елементів виборчої програми лейбористів. У травні 1997 року Лейбористська партія на чолі з Тоні Блером здобула перемогу на парламентських виборах у Великій Британії та сформувала новий уряд.
11 вересня 1997 року в Шотландії пройшов повторний референдум, на якому понад 60% громадян висловились на користь створення окремого шотландського парламенту. Вибори депутатів відбулись навесні 1999 року, а 12 травня 1999 року відбулось відкриття відновленого парламенту Шотландії.
Шотландський парламент налічує 129 членів. 73 з них обираються шляхом прямого голосування за виборчими округами і 56 — за принципом пропорційного представництва. Парламент обирається на фіксований чотирирічний термін і виконує функції, що були раніше покладені на Міністерство у справах Шотландії. Члени парламенту розробляють законопроєкти з цілої низки питань, включаючи охорону здоров'я, освіту, охорону довкілля, місцеве самоврядування, а також мають право підвищувати чи знижувати ставку податку на прибуток на три пенси з фунта. Спеціально для шотландського парламенту в Единбурзі було збудовано нову будівлю. 
Створення окремого парламенту для Шотландії не призвело до виключення шотландських депутатів зі складу парламенту Великої Британії: в Шотландії все ще проводяться загальнодержавні вибори й шотландські депутати все ще беруть участь у роботі вищого законодавчого органу країни й формуванні уряду Великої Британії.